# Back Pay (1922)
Back Pay is een Amerikaanse dramafilm uit 1922 onder regie van Frank Borzage.

## Verhaal
Hester Bevins is een eenvoudig dorpsmeisje op zoek naar avontuur. Hoewel ze een knappe en toegewijde vrijer heeft, gaat ze haar geluk beproeven in New York. Daar wordt ze de minnares van een rijke doch gewetenloze zakenman. Wanneer haar vrijer gewond terugkeert van het front, staat ze voor een hartverscheurende keuze.

## Rolverdeling
| Acteur           | Personage          |
| ---------------- | ------------------ |
| Seena Owen       | Hester Bevins      |
| Matt Moore       | Jerry Newcombe     |
| J. Barney Sherry | Charles G. Wheeler |
| Ethel Duray      | Kitty              |
| Charles Craig    | Speed              |
| Jerry Sinclair   | Thomas Craig       |